# Czesław Leśniewski

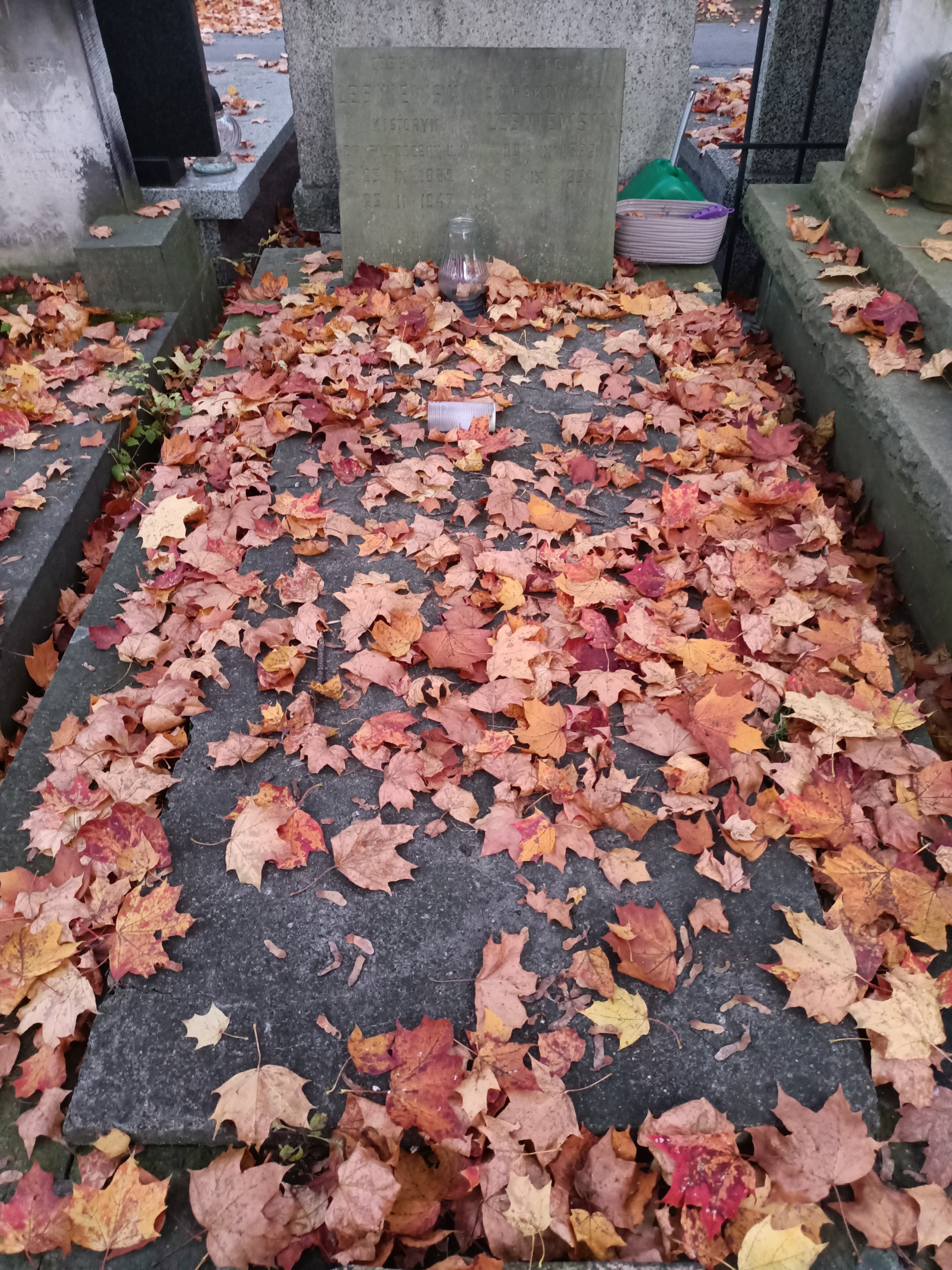
Grób Czesława Leśniewskiego na Cmentarzu Powązkowskim w Warszawie

Czesław Piotr Leśniewski (ur. 23 września 1888 w Łabędzkiej k. Dąbrowy Górniczej, zm. 23 lutego 1947 w Warszawie) – polski historyk kultury, docent Uniwersytetu Warszawskiego, członek Towarzystwa Naukowego Warszawskiego.

## Życiorys
Był synem Antoniego (robotnika kopalni) i Róży z Wawrzynków. Uczęszczał do szkoły realnej im. H. Dietla w Sosnowcu, skąd w 1905 został usunięty za udział w strajku szkolnym. Naukę kontynuował w II i IV gimnazjum w Krakowie. Po maturze (1908) studiował mechanikę na politechnice w Nancy (1908–1909) i Politechnice Lwowskiej (1909). W latach 1909–1913 odbył studia z historii nowożytnej, filozofii i filologii porównawczej na Uniwersytecie Paryskim, gdzie jednym z jego wykładowców był Charles Seignobos. Po powrocie z Francji był profesorem języka francuskiego, łaciny i historii w gimnazjum sosnowieckim (1914–1918). W 1918 przeniósł się do Warszawy, gdzie został profesorem historii w Gimnazjum im. Mikołaja Reja. Przez krótki czas pracował jako urzędnik w Ministerstwie Spraw Zagranicznych. W 1925 obronił doktorat na Uniwersytecie Warszawskim na podstawie rozprawy poświęconej Staszicowi (Stanisław Staszic, jego życie i ideologia w dobie Polski Niepodległej 1755–1795) i podjął współpracę z uczelnią (pozostając nadal do wybuchu II wojny światowej profesorem gimnazjum). Był kolejno starszym asystentem Seminarium Historycznego Uniwersytetu Warszawskiego (1925–1932) i docentem w Katedrze Historii Kultury (1932–1930, od 1934 pod nazwą Katedra Socjologii i Historii Kultury). Kilkakrotnie wyjeżdżał do Francji, Niemiec i Szwajcarii, by prowadzić badania naukowe.
11 listopada 1937 został odznaczony Złotym Krzyżem Zasługi za zasługi na polu pracy naukowej.
W czasie okupacji niemieckiej przez pewien czas próbował odseparować się od świata, później współpracował z Armią Krajową. Po powstaniu warszawskim znalazł się w Gorzkowicach k. Piotrkowa Trybunalskiego, gdzie przebywał do 1945. Powrócił następnie do pracy na Uniwersytecie Warszawskim, od 1946 jako docent w Katedrze Historii Kultury i Prądów Umysłowych Czasów Nowożytnych. Od 1936 był członkiem korespondentem Towarzystwa Naukowego Warszawskiego.
Zainteresowania naukowe Leśniewskiego obejmowały m.in. historię kultury oświeceniowej i dzieje Polski XIX wieku. Na podstawie analizy dziennika podróży Staszica postawił tezę, że autorem znacznej części jest Franciszek Ksawery Bohusz (w 1931 Leśniewski przygotował wydanie Dziennika podróży Stanisława Staszica, 1789–1805). Badał twórczość pisarską Jacques'a de Saint-Pierre'a. Zebrał materiały do dziejów Wielkiej Emigracji w Szwajcarii. Interesował się również historią Niemiec (z uwzględnieniem genezy ruchu nazistowskiego) oraz polskim ruchem rewolucyjnym po 1863. Jako edytor przygotował m.in. Manifest Towarzystwa Demokratycznego Polskiego z 1836 (1936). Poza pracami naukowymi pozostawił wspomnienia Krótki rys życia mojego (1929).
Od 27 czerwca 1922 był mężem Alicji z Krakowiaków.
Pochowany na Cmentarzu Powązkowskim w Warszawie (kwatera 131-2-6).

## Publikacje
- Poglądy Władysława Smoleńskiego na metodę i zadania historii (1926)
- Bohusz - nie Staszic (1928)
- Hugo Kołłątaj (1928)
- Około zgonu Stanisława Staszica (1929)[5]
- Historia. Kurs gimnazjalny (1935)[6]
- Jan Huizinga (1946)